# Bivio Pratole
Bivio Pratole (chiamato anche Pratole) è una frazione della provincia di Salerno, divisa tra i comuni di Bellizzi e Montecorvino Pugliano.

## Geografia fisica
Il confine tra i due comuni corre sulla linea di mezzeria della strada statale 18 "Tirrena inferiore": la parte orientale, verso le colline appartiene al comune di Montecorvino e quella occidentale, verso il mare, al comune di Bellizzi. Una situazione simile si ripete anche per la frazione di Pagliarone, divisa tra i comuni di Montecorvino e di Pontecagnano Faiano.

La frazione si estende a nord nella zona delle Pratole, ed è urbanisticamente contigua con Bellizzi, separata solo da un piccolo torrente chiamato Lama. Un altro torrente, il Vota Ladri scorre al lato opposto, fra l'abitato ed il cimitero militare britannico nei pressi di Pagliarone.

## Storia
La frazione si è sviluppata urbanisticamente negli anni novanta, nello stesso periodo in cui Bellizzi si distaccava da Montecorvino Rovella divenendo un comune autonomo.